# Sífilis congénita
La sífilis congénita es la presentación de la sífilis presente en el feto y en el nacido de una madre con sífilis. Se la suele dividir entre sífilis congénita temprana y tardía, siendo lo que los diferencia la edad del bebe.
Los recién nacidos sintomáticos nacen muertos, o nacen prematuros. Los recién nacidos generalmente no desarrollarán chancro sifilítico primario, pero pueden presentar signos de sífilis secundaria (es decir, erupción corporal generalizada). A menudo, estos bebés desarrollarán rinitis sifilítica ("resoplidos"), cuya mucosidad está cargada de la bacteria T. pallidum y es infecciosa. 
Los recién nacidos pueden ser asintomáticos y solo se identifican en los exámenes prenatales de rutina.
Posterior a los 2 años, se considera que el infectado tiene sífilis congénita tardía. En raras ocasiones, los síntomas de la sífilis pasan desapercibidos en los bebés, por lo que desarrollan los síntomas de sífilis latente, incluido el daño a los huesos, dientes, ojos, oídos y cerebro.
Para tratar la enfermedad, los Centros para el Control y la Prevención de Enfermedades recomiendan tratar a los bebés sintomáticos o nacidos de una madre infectada con estado de tratamiento desconocido con procaína bencilpenicilina, dosis IM de 50.000 U/kg al día en una sola dosis durante 10 días. El tratamiento para estos bebés puede variar según el caso. El tratamiento no revierten deformidad, daño cerebral o tisular permanente que ya haya ocurrido.

## Clasificación

### Sífilis congénita temprana

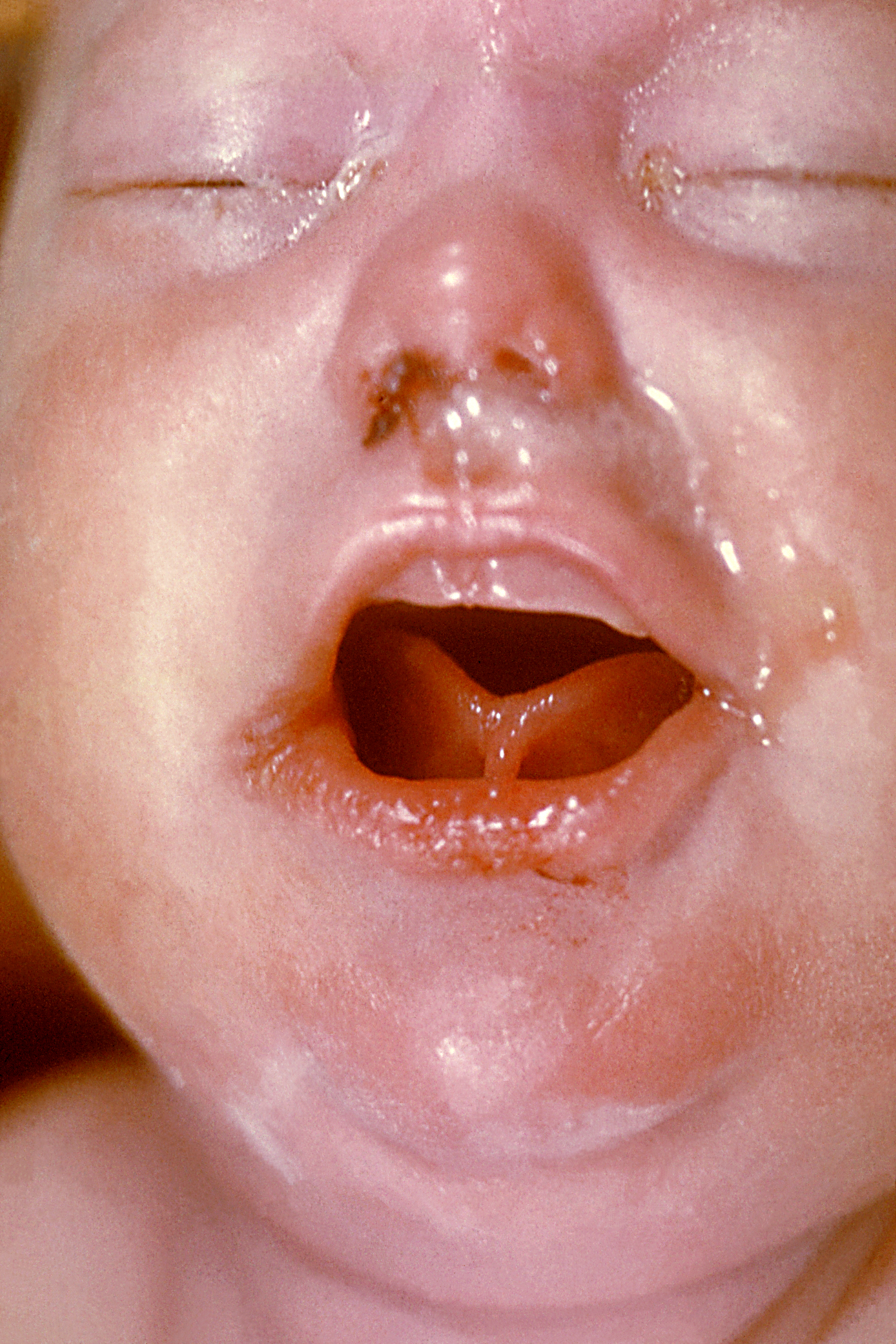
El rostro de un recién nacido que muestra resoplidos indicativos de sífilis congénita

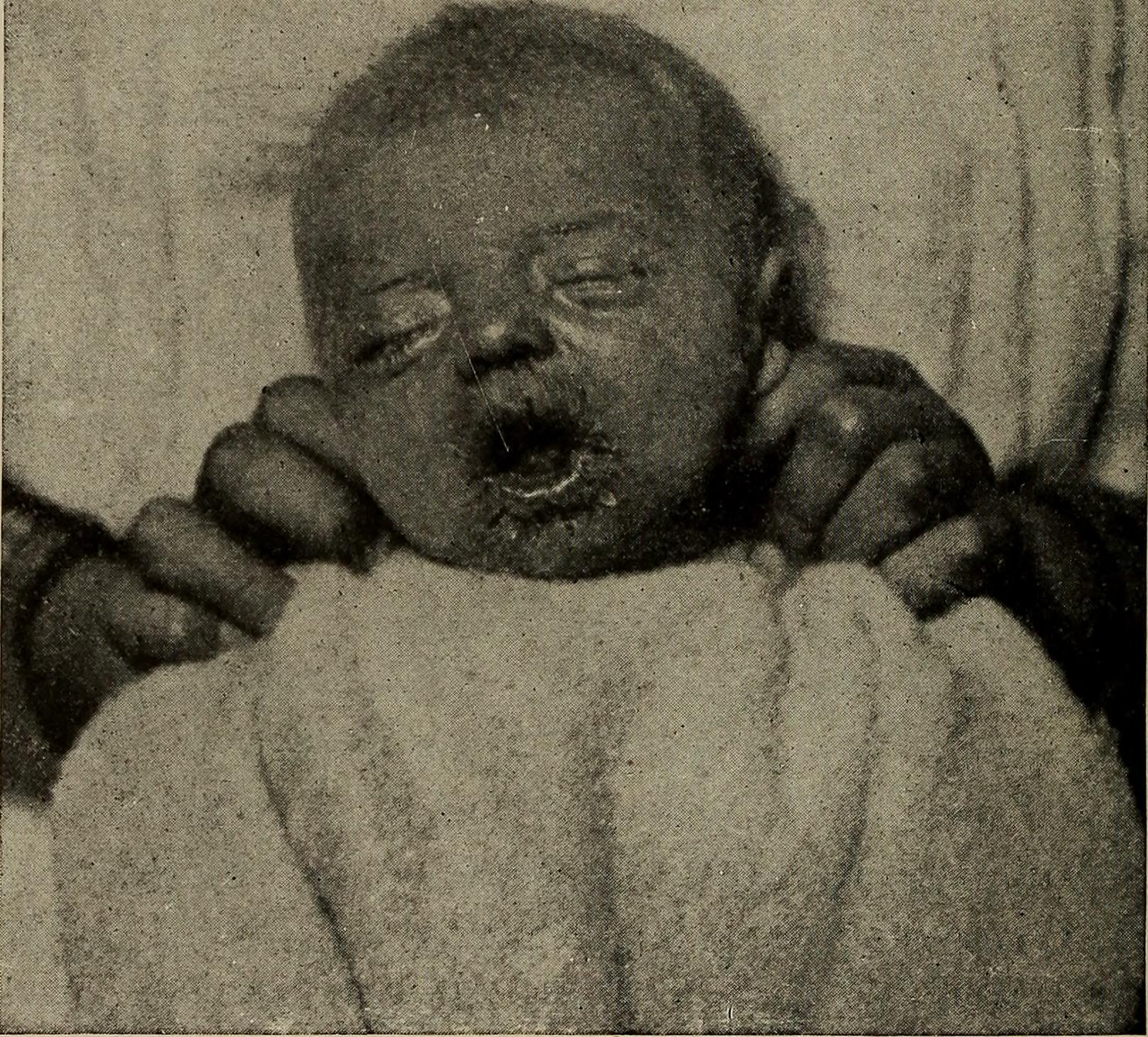
Sífilis "heredada": fisuras radiantes de los labios (1916).

La sífilis congénita temprana es un subconjunto de los casos de sífilis congénita. Los recién nacidos pueden ser asintomáticos y solo se identifican en los exámenes prenatales de rutina. Si no se identifican y tratan, estos recién nacidos desarrollan mala alimentación y secreción nasal. Por definición, la sífilis congénita temprana ocurre en niños entre 0 y 2 años. Después, pueden desarrollar sífilis congénita tardía. Los recién nacidos sintomáticos nacen muertos, o nacen prematuros, con agrandamiento del hígado y del bazo, anomalías esqueléticas, neumonía y una enfermedad cutánea ampollosa conocida como pénfigo sifilítico.

### Sífilis congénita tardía

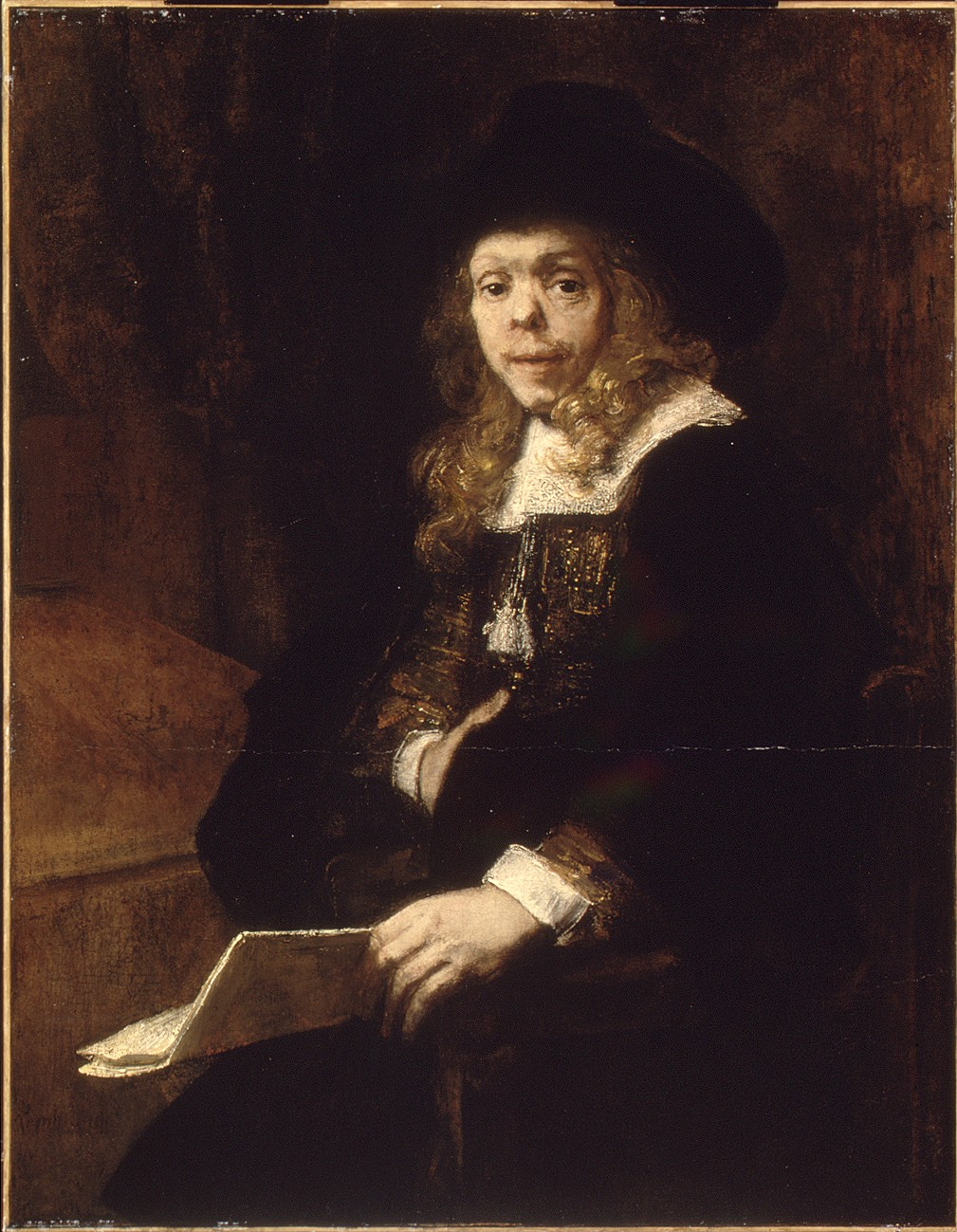
Gérard de Lairesse, pintor neerlandés que padecía sífilis congénita.

La sífilis congénita tardía es un subconjunto de los casos de sífilis congénita. Por definición, ocurre en niños de 2 años o más que adquirieron la infección por vía transplacentaria.
Los síntomas incluyen:
- Dientes incisivos superiores romos conocidos como dientes de Hutchinson ¨
- Sordera por enfermedad del nervio auditivo
- Protuberancia frontal (prominencia del borde de la ceja)
- Defecto del paladar duro
- Inflamación de la córnea conocida como queratitis intersticial.
- Mandíbula rotura
- Tibias curvas como sable
- Nariz en silla de montar (colapso de la parte ósea de la nariz)
- Maxilares cortos
- Rodillas hinchadas

Un grupo de síntomas que se encuentra con frecuencia es la tríada de Hutchinson, que consiste en dientes de Hutchinson (incisivos con muescas), queratitis y sordera y ocurre en el 63% de los casos.
El tratamiento (con penicilina) antes de la aparición de síntomas tardíos es fundamental.

## Signos y síntomas
- Radiografías anormales
- Anemia
- Signo de Du Bois, estrechamiento del dedo meñique
- Hígado agrandado
- Bazo agrandado
- Edema frontal
- Signo de Higouménakis, agrandamiento del extremo esternal de la clavícula en la sífilis congénita tardía
- Tríada de Hutchinson, un conjunto de síntomas que consisten en sordera, dientes de Hutchinson (incisivos centrales superiores en forma de clavija con muescas centrales y muy espaciados) y queratitis intersticial, una inflamación de la córnea que puede provocar cicatrización corneal y ceguera potencial
- Ictericia
- Agrandamiento de los ganglios linfáticos
- Molares de Mulberry (primeros molares permanentes con múltiples cúspides mal desarrollados)[7]
- Petequias
- Escaso desarrollo de los maxilares
- Pseudoparálisis
- Rhagades, cicatrices lineales en los ángulos de la boca y la nariz son el resultado de una infección bacteriana de las lesiones cutáneas.
- Resoplidos, también conocidos como "rinitis sifilítica", que parece similar a la rinitis del resfriado común, excepto que es más grave, dura más, a menudo implica rinorrea sanguinolenta y a menudo se asocia con laringitis[8]
- Tibias curvas como sable
- Erupción cutánea

La muerte por sífilis congénita generalmente se debe a una hemorragia pulmonar.

## Diagnóstico
Las pruebas serológicas se llevan a cabo en la madre y el bebé. Si los títulos de anticuerpos IgG neonatales son significativamente más altos que los de la madre, entonces se puede confirmar la sífilis congénita. La IgM específica en el lactante es otro método de confirmación. La pleocitosis del LCR, niveles elevados de proteínas en el LCR y serología positiva en el LCR sugieren neurosífilis.

## Tratamiento
Si se identifica que una madre embarazada está infectada con sífilis, el tratamiento puede prevenir eficazmente el desarrollo de la sífilis congénita en el feto, especialmente si recibe tratamiento antes de la decimosexta semana de embarazo. El feto tiene mayor riesgo de contraer sífilis cuando la madre se encuentra en las primeras etapas de la infección, pero la enfermedad puede transmitirse en cualquier momento durante el embarazo, incluso durante el parto (si el niño no la había contraído ya). Una mujer en la etapa secundaria de la sífilis reduce el riesgo de su feto de desarrollar sífilis congénita en un 98% si recibe tratamiento antes del último mes de embarazo.
La ley de Kassowitz es una observación empírica utilizada en el contexto de la sífilis congénita que establece que cuanto mayor sea la duración entre la infección de la madre y la concepción, mejor será el resultado para el bebé. Las características de un mejor resultado incluyen menos posibilidades de muerte fetal y de desarrollar sífilis congénita.
Los Centros para el Control y la Prevención de Enfermedades recomiendan tratar a los bebés sintomáticos o nacidos de una madre infectada con estado de tratamiento desconocido con procaína bencilpenicilina, dosis IM de 50.000 U/kg al día en una sola dosis durante 10 días. El tratamiento para estos bebés puede variar según el caso. El tratamiento no revierten deformidad, daño cerebral o tisular permanente que ya haya ocurrido.
Una revisión Cochrane encontró que los antibióticos pueden ser efectivos para la curación serológica, pero en general la evidencia en torno a la efectividad de los antibióticos para la sífilis congénita es incierta debido a la calidad metodológica deficiente del pequeño número de ensayos que se han realizado.